# Jean Bartel
Pour les articles homonymes, voir Bartel.
Jean Bartel, née Jean Bartlemeh, le 26 octobre 1923 à Los Angeles en Californie, aux États-Unis, morte le 6 mars 2011 à Brentwood (Los Angeles), est une actrice américaine, qui a été couronnée Miss California (en) puis Miss America 1943.

### Source de la traduction
- (en) Cet article est partiellement ou en totalité issu de l’article de Wikipédia en anglais intitulé « Jean Bartel » (voir la liste des auteurs).